# Бо-таоші
Бо-таоші (японська: 棒 倒 し"повалений стовп") — гра, яка проводиться в спортивні дні в школах Японії, а також традиційна розвага курсантів Японської академії оборони (NDA) під час святкувань.
Дві команди по 150 людей розділено на групи з 75 нападників та 75 захисників. Захисники починають гру в своїй зоні, а нападники займають позицію ближче до зони супротивників. Команда перемагає, якщо нападникам вдається опустити стовп іншої команди (він стоїть вертикально) до кута в тридцять градусів до землі раніше за іншу команду. До зміни правил у 1973 році «кут перемоги» становив 45 градусів.